# Liste der Präfekten von Sete Lagoas
Die Liste der Präfekten von Sete Lagoas gibt einen Überblick über alle Präfekten, Amtsbezeichnung prefeito municipal, der brasilianischen Stadt Sete Lagoas im Bundesstaat Minas Gerais.
| Bild                         | Präfekten                                                         | Partei   | Amtszeit                     |
| ---------------------------- | ----------------------------------------------------------------- | -------- | ---------------------------- |
|                              | Afranio de Avellar Marques Ferreira                               |          | 1967–1970                    |
|                              | Alberto Moura                                                     |          | 1971–1972                    |
|                              | Sérgio Emílio Brant                                               |          | 1973–1976                    |
|                              | Afranio de Avellar Marques Ferreira                               |          | 1977–1982                    |
|                              | Marcelo Cecé                                                      |          | 1985–1988                    |
|                              | Sérgio Emílio Brant                                               |          | 1989–1992                    |
|                              | Múcio José Reis                                                   |          | 1993–1996                    |
|                              | Marcelo Cecé                                                      |          | 1997–2000                    |
|                              | Ronaldo Canabrava                                                 |          | 2001–2006                    |
|                              | Leone Maciel Fonseca                                              |          | 2006–2008                    |
|                              | Mário Márcio Campolina                                            |          | 2009–2012                    |
|                              | Márcio Reinaldo Moreira                                           |          | 2013–2016                    |
|                              | Leone Maciel Fonseca Mandat wurde widerrufen                      |          | 2017–7. März 2019            |
|                              | Cláudio Henrique Nacif Gonçalves genannt Caramelo, interimistisch |          | 22. März 2019 – 28. Mai 2019 |
|                              | Duílio de Castro Faria                                            | Patriota | 29. Mai 2019 – 31. Dez. 2020 |
| 1. Januar 2021 – (amtierend) | Duílio de Castro Faria                                            | Patriota |                              |